# Gedeon Burkhard
Gedeon Burkhard (Múnich, 3 de julio de 1969) es un actor alemán de cine y televisión.

## Biografía
Gedeon es hijo de Wolfgang Burkhard, quien es su representante, y de la actriz alemana Elisabeth von Molo. Es bisnieto del célebre actor albanés-austriaco Alexander Moissi. 
Tiene una hija.

## Carrera
Se educó en Inglaterra y comenzó su carrera a los 10 años, actuando en 1979 en la película para la televisión "Tante Maria".
Durante los años 1990 vivió en Estados Unidos, trabajando en varias producciones, pero sin mucho reconocimiento. En este periodo, Gedeon Burkhard se casó en Las Vegas, pero 4 meses después el matrimonio acabó en divorcio. Entonces se marchó a Viena para interpretar a Alexander Brandtner en la serie de televisión austriaca Rex, un policía diferente, emitida en varios países, durante 45 episodios. Luego de vivir varios años en Viena decidió mudarse a Berlín.
Gedeon Burkhard tiene una hija llamada Gioia Filomena y una relación sentimental con la joven alemana Anika Bormann. Desde 2006 trabajó en la afamada serie de televisión Alerta Cobra (rodada en Colonia) como el detective Chris Ritter, hasta el final de su contrato en noviembre de 2007, muriendo su personaje de forma heroica. 
Gedeon Burkhard vive en Berlín cerca de su hija y trabaja en varios proyectos para cine y TV.
En 2008, trabajó en la película Inglourious Basterds dirigida por el cineasta norteamericano Quentin Tarantino; allí actúa como un soldado judío austriaco, el sargento Wilhelm Wicki, que forma parte del grupo de "basterds" que comanda el teniente Aldo Raine, interpretado por Brad Pitt, la película fue rodada en los estudios Babelsberg de Berlín y en la ciudad de París, Francia.
En febrero de 2009, rodó el telefilme So ein Schlamassel. En la segunda mitad de ese año, Gedeon se trasladó a Roma para filmar la miniserie La narcotici, para la cadena de televisión italiana RAIdue, donde interpreta a Daniele Piazza, un investigador antinarcóticos que comanda un equipo que lucha contra un mafioso narcotraficante.
En 2010, mantuvo un constante ritmo de trabajo, trasladándose de un lugar a otro dentro y fuera de Alemania. Bridges, Millionäre küsst man nicht, Ohne Gnade y Wunderkinder fueron las películas para el cine y la televisión que hizo ese año.

## Filmografía
- Tante Maria (1979) (TV)
- Ab geht und die Post (1981) (TV)
- Blut und Ehre: Jugend unter Hitler / Blood and Honor: Youth under Hitler (aka Sangre y honor: la juventud bajo Hitler) (RFA/EE. UU.) (1982) (TV)
- "Nordlichter: Geschichten zwischen und Wellen Watt" (1983) Serie de TV
- Der Passagier - Bienvenidos a Alemania (alias El pasajero - Bienvenidos a Alemania, alias Bienvenidos a Alemania (EE. UU.)) (1988)
- "Der Fahnder": Hendriks Alleingang (1988) TV Episode
- "Forsthaus Falkenau": Frühlingsföhn (1989) TV Episode (como Gedeon Burkhart) y Ein Neuer Anfang (1989) TV Episode (como Gedeon Burkhart)
- Zwei Frauen (alias Al igual que el silencio de vidrio (EE. UU.)) (1989)
- Šípková Ruženka (aka Bella Durmiente (Europa: Inglés título)) (1990).
- "Sekt oder Selters" (1990) Serie de TV
- "Las nuevas aventuras de belleza negro" (1990) Serie de TV
- "Náhrdelník" (alias el Collar (Europa: Inglés título)) (1992) Serie de TV
- Kleine Haie (alias Actuación It Out, alias Little Sharks) (1992)
- Sommerliebe (1993) (TV)
- Mein Mann ist mein Hobby (1993) (TV)
- Abgeschminkt! (aka Making Up! (EE. UU.)) (1993)
- "La Piovra 7" (1994) (mini) Serie de TV
- Affären (1994)
- "Verliebt, verlobt, verheiratet" (1994) Serie de TV
- "Der König": Tod eines Schmetterlings (1994) TV Episode
- "Ein Fall für zwei": Kleiner Bruder (1995) TV Episode
- Magenta (1996)
- Wem gehört Tobias? (aka En las manos equivocadas (EE. UU.)) (1996)
- "SOKO 5113": Polterabend (1996) TV Episode
- Polizeiruf 110 - Die Gazelle (1996) (TV)
- 2 Männer, 2 Frauen - 4 Probleme!? (aka Cuatro de Venecia, alias dos mujeres, dos hombres (EE. UU.)) (1998)
- Brylcreem Boys (1998)
- Lust Gefährliche - Ein Mann en Versuchung (1998) (TV)
- "Rex, un policía diferente" (1997-2000)
- Superfire (2002) (TV)
- Zwei Affären und eine Hochzeit (2002) (TV)
- Nos reuniremos de nuevo (2002) (TV)
- Yu (2003)
- Das Bisschen Haushalt (2003) (TV)
- "Der Wunschbaum" (2004) (mini) Serie de TV
- Der Vater meines Sohnes (2004) (TV)
- Utta Danella - Eine Liebe en Venedig (2005) (TV)
- Der Todestunnel (2004) (TV) Andrea Sala.
- SOKO Leipzig: Die Moorleiche (2005) TV Episode
- Goldene Zeiten (2006) Misha Hahn
- El último tren a Auschwitz (2006) (estreno 9/11/2006) Henry Neumann
- Alerta Cobra (2006/2007) (TV) Chris Ritter
- Märzmelodie (2007) (película) es Florian (protagonista)
- Inglourious Basterds (2009) (película USA) es el Sargento Wilhelm Wicki.
- La Narcotici (2009) miniserie italiana Jefe de la escuadra antinarcóticos Daniele Piazza.
- Bridges (2010) cortometraje animado (film-noir) Rol protagónico: Capitán Saul Bridges.
- Inga Lindström - Millionäre küsst man nicht (2010) TV-película Tomas Lindberg (protagonista).
- Ohne Gnade (2010) película. Rol secundario: Ronzo.
- Wunderkinder (2010) película. Rol protagónico: Boris Brodsky.
- Ludwig II (2012) película. Rol Graf von Holnstein.
- Kokowääh 2 (2013)película Rol  Luc.
- Unknown Heart(2014)(Movie TV)(UK película) es Andrew Shaw.
- Amor, ladrón, diamantes (2015)
- Framed (2016)(película Polaca)es el Agente Buckley.
- The Devil's mistress(2016)(Czech Republic movie)es Gustav Fröhlich.
- Lída Baarová (2016).
- Plan B (2016), es Schulz
- The Key (2016), como actor, guionista, editor y director, es Tim.
- Titanium White (2017).
- The Witch and the Ottoman(2020).
- Windstorm: The Great Hurricane (2021), es Yiri.
- Die drei ??? - Erbe des Drachen (2023).